# María del Carmen de la Peña Corcuera
María del Carmen de la Peña Corcuera (Madrid, 2 de noviembre de 1952) es una diplomática española.

## Biografía
Licenciada en Derecho, ingresó en 1979 en la carrera diplomática. Ha estado destinada en las representaciones diplomáticas españolas en República Popular China y Brasil. Ha sido asesora técnica en la Organización de las Naciones Unidas contratada por la Comisión Económica para África, subdirectora general de Acción Cooperativa y subdirectora general de África Subsahariana.
En 1996 fue nombrada consejera de la Embajada de España en Londres y en 2001 pasó a desempeñar la segunda jefatura en la Embajada de España en Israel. En junio de 2004 fue designada embajadora de España en la República Federal Democrática de Etiopía. Desde junio de 2008 a julio de 2010 fue  directora general de Política Exterior para África y en 2010 fue nombrada directora general para África.
Entre octubre de 2018 y enero de 2022 fue embajadora de España ante la Santa Sede, en sustitución de Gerardo Bugallo.